# Pascal Perrault
Pour les articles homonymes, voir Perrault.
Pascal « Triple P » Perrault, né en 1959 à Paris, est un joueur de poker professionnel français. Triple P vient de son autre surnom « Poison » un raccourci de Pascal « Poison » Perrault en référence à son métier d'origine : pharmacien.

## Biographie
Pascal Perrault est pharmacien de métier.
Son ex amie est aussi une joueuse de poker : Lise "The Pink Lady" Vigezzi, avec laquelle ils ont eu une fille prénommée : Végas. Il a trois fils et une fille issue de son ex femme Catherine : Jonathan, Charlie dit Charlouf, Benjamin et Eugénie et une fille, Rebeca, avec sa femme actuelle Glauciane.
Depuis ses premiers pas sur le circuit international du poker, en 1995, il participe à de nombreux tournois et ne cesse de faire de bon résultat.
Il a été élu : Personnalité du Poker en 2001 et était classé numéro 1 en Europe la même année.

## Parcours
Pascal Perrault a obtenu son premier gain au World Series of Poker (WSOP) en 1998, il ira en jusqu'en table finale 8e place du tournoi : 3 000 $ No Limit Hold-Em et gagnera 14 520 $ (après avoir affronté des joueurs tels que Liam "Gentleman" Flood et Chris "Jesus" Ferguson).
L'année d'après, il refait une seconde table finale au WSOP en finissant cette fois 6e.
Peu de temps après il entre dans la série de télévision "The Late Night Poker", où il arrive en demi-finale lors de la saison 4 et à la grande finale lors de la saison 5.
En mars 2005 il gagne le 'Main Event' de l'European Poker Tour de Vienne et remporte la somme de 184 500 €, son seul gain à 6 chiffres.
La même année, il finit 4e de la grande finale du  William Hill Poker Grand Prix (au pays de Galles).
En 2006, il est second du "Master Classics of Poker" à Amsterdam, et gagne ainsi 42 155 €.
En 2007, il est tout proche de sa seconde table finale d'un EPT (à Londres), en finissant 10e, et rapportant 69 361 €.
En 2008, il gagne en Irlande le "Paddy Power Irish Open" (Pot Limit Omaha) avec 73 456 € de gain, juste devant un autre français Antony Lellouche.
Aujourd'hui, ses gains cumulés en tournoi dépassent les 1 690 000 $.
Pascal Perrault était sponsorisé par Full Tilt Poker.